# Anna Henriques-Nielsen
Anna Marie Louise Henriques-Nielsen f. Ljungdahl (8. december 1881 i København – 24. december 1962 smst) var en dansk skuespillerinde.
Debuterede i provinsen og var bl.a. knyttet til Odense Teater.
I København blev hun bl.a. engageret til Nørrebros Teater i Frederik Jensens tid samt til Riddersalen.
Hun blev i de senere år meget anvendt i radiospil.
Blandt de film hun medvirkede i kan nævnes:
- Under den gamle fane – 1932
- I folkets navn – 1938
- Thummelumsen – 1941
- Tak fordi du kom, Nick – 1941
- Natekspressen (P. 903) – 1942
- Når man kun er ung – 1943
- Mordets melodi – 1944
- Det kære København – 1944
- Otte akkorder – 1944
- Så mødes vi hos Tove – 1946
- Ditte Menneskebarn – 1946
- Ta', hvad du vil ha' – 1947
- Den stjålne minister – 1949
- Mosekongen – 1950
- Bag de røde porte – 1951
- Fra den gamle købmandsgård – 1951
- Avismanden – 1952
- Den gamle mølle på Mols – 1953
- Vi som går køkkenvejen – 1953
- Vores lille by – 1954
- Himlen er blå – 1954
- Kærlighed på kredit - 1955
- Færgekroen – 1956
- Tre piger fra Jylland – 1957
- Guld og grønne skove – 1958
- Mor skal giftes – 1958
- Vagabonderne på Bakkegården – 1958